# Иевлев, Василий Васильевич
Василий Васильевич Иевлев (1906, Москва, Российская империя — ?) — советский хозяйственный, государственный и партийный деятель.

## Биография
Родился в 1906 году в Москве. Член ВКП(б) с 1931 года.
С 1926 года — на хозяйственной, общественной и политической работе. В 1926—1952 гг. — помощник участкового агронома, кооперативный агроном сельскохозяйственного кредитного товарищества в Бронницком уезде Московской губернии, инструктор Коломенского окружного колхозного Союза, заместитель ответственного редактора журнала «Коневодство», ассистент, заместитель директора Пятигорского зоотехнического института по учебной части, инструктор Отдела школ и науки Северо-Кавказского краевого комитета ВКП(б), секретарь Областного комитета ВКП(б) Черкесской автономной области по кадрам, участник Великой Отечественной войны, секретарь комитета Управления МВД г. Ставрополя, 1-й секретарь Областного комитета ВКП(б) Черкесской автономной области.
Избирался депутатом Верховного Совета СССР 3-го созыва.